# Скъпият покойник
„Скъпият покойник“ (на английски: The Loved One) е американски филм от 1965 година, черна комедия на режисьора Тони Ричардсън по адаптиран сценарий на Тери Саудърн и Кристофър Ишъруд от романа на Ивлин Уо. Главните роли се изпълняват от Робърт Морз, Джонатан Уинтърс, Анджанет Комър и Род Стайгър.

## Сюжет
В центъра на сюжета е млад англичанин, който пристига при свой родственик в Калифорния и се влюбва в служителка на екстравагантен и силно комерсиализиран погребален център, чийто собственик търси начин да се отърве от погребаните, за да използва терена за други цели.

## В ролите
| Актьор           | Роля                        |
| ---------------- | --------------------------- |
| Робърт Морз      | Денис Барлоу                |
| Джонатан Уинтърс | Хенри и Уилбър Гленоурти    |
| Анджанет Комър   | Еме Танатогенос             |
| Род Стайгър      | Мистър Джобой               |
| Джон Гилгуд      | Френсис Хинзли              |
| Милтън Берле     | Мистър Кентън               |
| Джеймс Кобърн    | Служител по имиграцията     |
| Робърт Морли     | Сър Амброуз Емберкромби     |
| Джейми Фар       | Сервитьор в английския клуб |
| Таб Хънтър       | Екскурзовод                 |